# Зотовская
Зо́товская — станица в Алексеевском районе Волгоградской области России. Входит в состав Аржановского сельского поселения

## География
Станица расположена в юго-восточной части района, в 8 км южнее станицы Аржановской, на правом берегу реки Хопёр. В 60 км восточнее расположена железнодорожная станция Себряково (Михайловка) на линии «Волгоград—Москва»; в 45 км северо-восточнее расположена федеральная дорога M6 «Каспий».
До районного центра —45 км по дороге.

## История
В 1682 году уже стояла деревянная Михаило-Архангельская церковь.
В центре, вокруг площади, жила станичная знать; от центра вниз по течению Хопра — «штиблетники-интеллигенты» (учителя, врачи), а вверх по течению — «хлеборобы—казаки».
По состоянию на 1918 год являлась станицей (административным центром) Зотовского юрта Хопёрского округа Области Войска Донского.

## Население
| 2010 |
| ---- |
| 76   |

## Инфраструктура
В станице находятся начальная школа, церковь. Станица не газифицирована, имеется асфальтированная дорога.
Хопёр, луга, хорошие условия для содержания и выпаса скота.
В 2,5 км южнее имеется проявление песчаников, пригодных для производства бутового камня и щебня.

## Достопримечательности
С 1791 года в станице упоминается Знаменская церковь.